# Heinz Höher
Heinz Höher (Leverkusen, 1938. augusztus 11. – 2019. november 7.) német labdarúgó, csatár, edző.

## Pályafutása

### Klubcsapatban
A Bayer Leverkusen korosztályos csapatában kezdte a labdarúgást, ahol 1957 és 1963 között szerepelt az A-csapatban. 1963 és 1965 között a Meidericher SV, 1965–66-ban a holland FC Twente, 1966 és 1970 között a VfL Bochum labdarúgója volt.

### A válogatottban
1959 és 1962 között kilenc alkalommal szerepelt a nyugatnémet olimpiai válogatottban és négy gólt szerzett.

### Edzőként
1970-ben a VfL Bochum csapatánál Hermann Eppenhoff segédedző volt. 1970 és 1972 között a Schwarz-Weiß Essen, 1972 és 1979 között a VfL Bochum, 1979–80-ban az MSV Duisburg, 1980–81-ben a Fortuna Düsseldorf vezetőedzője volt. 1981 és 1983 között Görögországban dolgozott. 1981-ben az Ethnikósz Pireósz, 1981 és 1983 között a PAÓK, 1983-ban az Olimbiakósz szakmai munkáját vezette. 1984 és 1988 között az 1. FC Nürnberg, 1988–89-ben a szaúdi ál-Ittihád, 1996-ban a VfB Lübeck csapatánál tevékenykedett.